# Aal de Dragonder
Aal de Dragonder (fallecida antes de 1710) fue el nombre dado a una mujer soldado asesinada en Róterdam cuyo esqueleto se exhibió en el anfiteatro anatómico de Róterdam.

## Biografía
En algún momento antes de 1710 y probablemente en Róterdam, estuvo involucrada en una pelea entre soldados y perdió la vida. Solo después de su muerte se descubrió que era biológicamente una mujer. Su cuerpo no fue enterrado, sino que fue donado a la escuela de medicina de Róterdam, fundada en 1642. Su cuerpo probablemente se usó para lecciones de anatomía, pero finalmente su esqueleto y su piel se exhibieron en el anfiteatro anatómico, su esqueleto sosteniendo una espada mientras estaba sentado sobre un esqueleto de caballo. En noviembre de 1710, a un visitante alemán del anfiteatro anatómico, Zacharias Conrad von Uffenbach, le dijeron que la persona montada era una mujer que había servido durante mucho tiempo como un dragón ("dragonder" en holandés) y que había sido apuñalada por un camarada. Uffenbach escribió que llevaba un sombrero con el nombre de "Aal de Dragonder". Su esqueleto montado permaneció en exhibición durante más de un siglo, ya que en 1817 un médico visitante informó que en ese momento llevaba armadura. La colección probablemente se dividió en 1828. 